# سیارک ۸۹۲۲
سیارک ۸۹۲۲ (به انگلیسی: 8922 Kumanodake، نامگذاری:1996VQ30) هشت هزار و نهصد و بیست و دومین سیارک کشف شده‌است که در ۱۰ نوامبر ۱۹۹۶ کشف شد.
قدر مطلق سیارک برابر ۱۳٫۸۰ است.